# Courcoué
Courcoué település Franciaországban, Indre-et-Loire megyében. Lakosainak száma 237 fő (2022. január 1.). Courcoué Braslou, Chaveignes, Chezelles, Luzé, La Tour-Saint-Gelin és Verneuil-le-Château községekkel határos.

## Népesség
A település népességének változása:
| Lakosok száma | 364  | 284  | 259  | 248  | 263  | 266  | 255  | 247  | 244  | 237  |
|               | 1968 | 1982 | 1990 | 2006 | 2013 | 2015 | 2017 | 2019 | 2020 | 2022 |